# Xã Seneca, Michigan
Xã Seneca (tiếng Anh: Seneca Township) là một xã thuộc quận Lenawee, tiểu bang Michigan, Hoa Kỳ. Năm 2010, dân số của xã này là 1.230 người.